# Côtes-de-Fer (kommun)
Côtes-de-Fer är en kommun i Haiti.   Den ligger i departementet Sud-Est, i den södra delen av landet, 60 km sydväst om huvudstaden Port-au-Prince.